# Torben Knuth
Torben Christopher greve Knuth (7. august 1912 på Østergård i Mern Sogn – 29. april 1966 på Vosnæsgård) var en dansk godsejer, hofjægermester og modstandsmand.
Han var søn af kammerherre, hofjægermester, greve Kristian Knuth og bror til Ulrik Knuth, blev student fra Haslev Gymnasium 1932 og fik derefter uddannelse i praktisk landbrug. Han var sekondløjtnant i Livgarden 1938, på Dalum Landbrugsskole 1936-1937, på studieophold i England 1938-1939 og var ejer af Vosnæsgård fra 1927 til sin død. Under besættelsen var han leder af en militærventegruppe under Frihedsrådet. Han var kompagnichef i Hjemmeværnet fra 1954, medlem af Skødstrup Sogneråd 1942-1945 og fra 1954 og af bestyrelsen for Dansk Skovforening fra 1950. 
Han blev gift 3. februar 1948 med Vibeke Knuth, f. Düring Lausen (22. september 1912 i København – 26. februar 1999 i Skødstrup), datter af civilingeniør Valdemar Düring Lausen (død 1948) og hustru Carmen f. baronesse Schaffalitzky de Muckadell.